# Vatre ivanjske
Vatre ivanjske je hrvatska telenovela. Serija je sa snimanjem krenula 2. lipnja 2014. godine, a s emitiranjem 25. kolovoza na RTL Televiziji. Serija se emitirala od ponedjeljka do četvrtka u 20:00 h. Snimanje serije završeno je 13. veljače 2015. godine, a posljednja epizoda emitirana je 15. svibnja 2015. godine.

## Radnja serije
Radnja serije smještena je u malom, mirnom mjestu Ivanje u koje je ušao nemir pojavom nasljednice bogatog imanja s kojim već godinama upravlja Božo Magdić. Dolazak mlade liječnice Ane Kolar izazvat će puno loših događaja, ali i dobrih trenutaka. Božina supruga, zločesta Elena Župan napravit će sve što je u njenoj moći da Anu otjera iz Ivanja i zajedno s Božom zadrži imanje. Njena beskrupulozna i razmažena kći Klara napravit će sve da Anu odvoji od Viktora, Božinog sina.

## Glumačka postava

### Glavna glumačka postava
| Glumac/ica            | Lik                |
| --------------------- | ------------------ |
| Nevena Ristić         | Ana Kolar          |
| Slaven Španović       | Viktor Magdić      |
| Filip Juričić         | Andrija Turina     |
| Ksenija Pajić         | Elena Župan Magdić |
| Aleksandar Cvjetković | Petar Kolar        |
| Frane Perišin         | Božo Magdić †      |
| Linda Begonja         | Dinka Vidan        |
| Ana Begić             | Vera Lepen         |
| Iva Mihalić           | Tamara Lovrec      |
| Barbara Nola          | Marija Turina      |
| Alen Liverić          | Patrik Vidan       |
| Marko Cindrić         | Luka Župan         |
| Jan Kerekeš           | Tomo Magdić        |
| Ema Ursula Stojković  | Mia Magdić         |

### Negativci
| Glumac/ica     | Lik                |
| -------------- | ------------------ |
| Ksenija Pajić  | Elena Župan Magdić |
| Doris Pinčić   | Magdalena Magdić   |
| Ornela Vištica | Klara Župan †      |
| Lela Margitić  | Tilda Kolar †      |
| Amar Bukvić    | Leon †             |
| Tamara Garbajs | Gina †             |

## Međunarodna emitiranja
| Zemlja                  | TV mreža                   | Premijera serije         | Kraj serije       |
| ----------------------- | -------------------------- | ------------------------ | ----------------- |
| Hrvatska                | RTL Televizija RTL Kockica | 25. kolovoza 2014. 2016. | 15. svibnja 2015. |
| Bosna i Hercegovina     | FTV                        | 15. rujna 2014.          | -                 |
| Slovenija               | POP TV                     | 11. rujna 2015.          | 21. ožujka 2016.  |
| Italija                 | Rai Uno                    | 2016.                    |                   |
| svijet (putem satelita) | RTL Croatia World          |                          |                   |